# Hermano y hermana (cuento griego)
Hermano y hermana es un cuento de hadas griego recogido por Georgios A. Megas en Leyendas de Grecia (Folktales of Greece).
Es del tipo 403A, Deseos, en la clasificación Aarne-Thompson.

## Sinopsis
Había una vez un hermano y una hermana muy pobres. Un día en el que el hermano le había entregado a su hermana sardinas para el almuerzo se les aparecieron tres mujeres a la puerta de su casa, preguntando si podían pasar para descansar. La hermana les dejó entrar y les dio las sardinas. A cambio, agradecidas, las mujeres le dijeron que siempre que se peinara caerían perlas de sus cabellos; que siempre que se lavara las manos, el lavabo se llenaría de peces; y que siempre que se secara las manos, la toalla se cubriría de flores. Y fue así como pudo aquel día darle a su hermano de comer mújol en vez de sardinas. Al verlo, este le exigió saber cómo lo había conseguido, y ella se lo contó. 
A la mañana siguiente el hermano marchó a vender las perlas, pero fue arrastrado frente al rey porque los guardias creyeron que las había robado. El hermano le contó la misma historia al rey, quien decidió casarse con la hermana.
El hermano regresó en busca de su hermana. Cuando estaban a bordo del barco que viajaba hacia el castillo se encontraron con una gitana quien, al enterarse de la historia, transformó a la hermana en pájaro clavándole un alfiler en la cabeza, con la intención de ocupar su lugar. Sin embargo, ella era incapaz de hacer ninguna de esas proezas, por lo que el rey, iracundo, mandó encarcelar al hermano y ordenó a la gitana, aún transformada, que se encargara de unos pavos.
La hermana, aún en forma de pájaro, voló hasta el jardín real y comenzó a cantar su historia. Al día siguiente el rey mandó a enjaular a aquel ave. Una vez fue atrapada, mientras la acariciaba, el rey notó el alfiler y al sacarlo la hermana recuperó su forma humana y pudo mostrarle que era capaz de hacer todo lo que su hermano le había contado. Finalmente, el rey le liberó y mandó a despellejar a la gitana.